# Nagari Gantuang Ciri
Nagari Gantuang Ciri is een bestuurslaag in het regentschap Solok van de provincie West-Sumatra, Indonesië. Nagari Gantuang Ciri telt 4676 inwoners (volkstelling 2010).